# Renaud od Roucyja
Renaud (Ragenold; 920./923. – 10. svibnja 967.) bio je vikinški grof Roucyja.
Njegovi roditelji su nepoznati.
Renaud je podigao utvrdu u Roucyju te je podržavao mladog kralja Lotara.
Lotar je Renauda učinio grofom oko 955.

## Obitelj
Renaud je oženio Alberadu Lorensku, kćer vojvode Gilberta Lorenskog. Vjenčali su se oko 945.
Njihova je kći bila vojvotkinja-grofica Ermentruda, majka slavne djece. Preko nje je Renaud bio predak grofica Ivane I., Beatrice II. i Adelajde.
Renaud i njegova supruga imali su i sina zvanog Gilbert od Roucyja, koji je bio grof svog mjesta.
Imali su još jednu kćer nepoznata imena i sina Brunu, biskupa Langresa.
Renaud je pokopan u bazilici Saint-Remi. Bio je djed Renauda I. Burgundskog.